# Langouste rouge
Palinurus elephas
Espèce
Synonymes
Palinurus vulgaris (Latreille, 1803)
Palinurus quadricornis (Grube, 1861)
Statut de conservation UICN

 VU A2bd : Vulnérable
La langouste rouge ou langouste commune, Palinurus elephas, est une espèce de crustacés marins de la famille des Palinuridae (langoustes). Elle est également connue sous les noms de P. vulgaris (Latreille, 1803) et P. quadricornis (Grube, 1861).

## Identification
Ce grand décapode, dépourvu de pinces, mesure jusqu’à 50 cm et pèse jusqu'à 4 kg.
Le corps, segmenté, est recouvert d'une carapace chitineuse, rougeâtre à brunâtre, avec deux taches jaunâtres sur chaque segment abdominal. Les pattes et les antennes sont rayées de brun et de jaune.

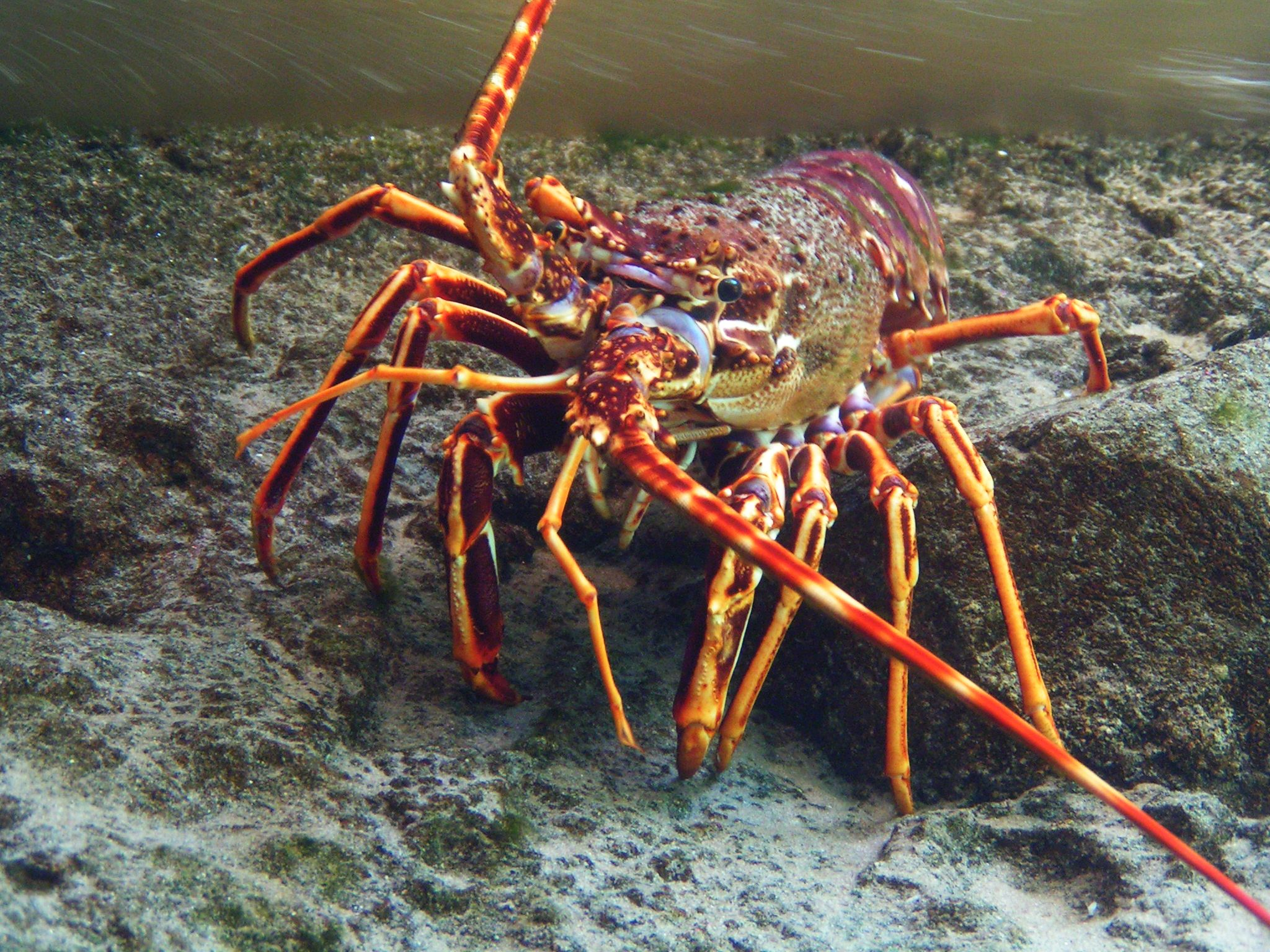
National Marine Aquarium, Plymouth au Royaume-Uni

La tête est couverte de fortes épines et porte deux yeux composés à facettes protégés par deux cornes frontales triangulaires, deux petites antennes (antennules), deux antennes dirigées vers l'arrière et plus longues que le corps, deux mandibules broyeuses et quatre mâchoires à lames coupantes.
Le thorax porte trois paires de pattes-mâchoires, les maxillipèdes — dont une rame sert à l'ingestion des aliments et à l'entretien d'un courant d'eau respiratoire — et cinq paires de pattes locomotrices, les péréiopodes. La respiration se fait par des branchies logées dans les branchiostégites.
L'abdomen porte six paires d'appendices biramés (pléopodes) dont les deux premières constituent un critère de dimorphisme sexuel.

## Répartition géographique
L'espèce est répandue dans le nord-est de l'océan Atlantique, depuis les côtes rocheuses irlandaises et écossaises jusqu’aux côtes africaines, ainsi que dans la mer Méditerranée.

## Habitat
La langouste est une espèce démersale qui fréquente les substrats rocheux, parfois les fonds sableux, entre 10 et 80 m de profondeur, parfois jusqu'à 150 m. Elle s'abrite dans les anfractuosités et ne laisse souvent dépasser que ses antennes.

## Nutrition
La langouste se nourrit d'algues, d'invertébrés — Annélides, Bryozoaires, Échinodermes, Mollusques, Spongiaires et, parfois, de Crustacés — et, rarement, de poissons. Elle est également nécrophage.

## Développement et reproduction

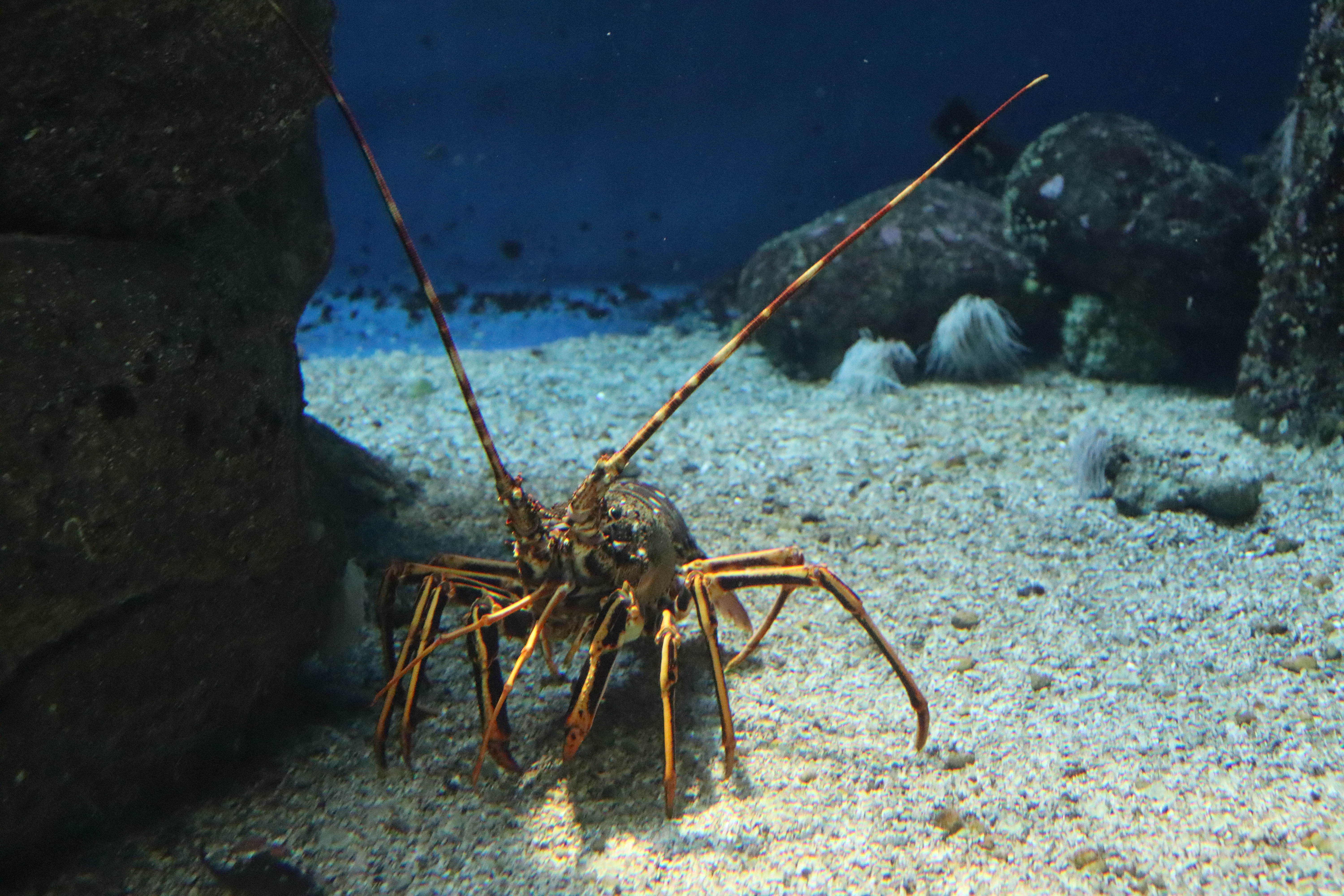
Aquarium Finisterrae de Galice en Espagne.

Comme tous les crustacés et les autres arthropodes, la langouste effectue de nombreuses mues au fur et à mesure de sa croissance, pour renouveler sa carapace (exosquelette).
La maturité sexuelle est atteinte plus ou moins rapidement, selon la latitude : en Méditerranée, dès 20 cm de longueur (4 à 5 ans) mais pas avant 35 cm dans l'Atlantique Nord. L'accouplement a lieu en été. Peu après, les femelles pondent entre 13 000 et 140 000 œufs environ, selon leur taille. La fécondation est externe. Durant l'incubation, dont la durée diminue avec la température de l'eau, soit entre 5 et 9 mois, les œufs restent accrochés aux appendices abdominaux de la femelle. L'éclosion se déroule en début d'année et s'étale sur quelques jours. Les larves pélagiques, plates et transparentes — les phyllosomes — mesurent 1 à 2 cm et font partie du plancton. Le développement larvaire jusqu'au stade puerulus (larves aux longues antennes) dure au minimum 5 mois. Les larves se laissent choir sur le fond et effectuent une métamorphose en juvéniles, qui subissent encore plusieurs mues avant de devenir adultes.
La langouste n'atteint pas 500 g avant 5 (mâle) ou 6 ans (femelle). Sa longévité est importante.

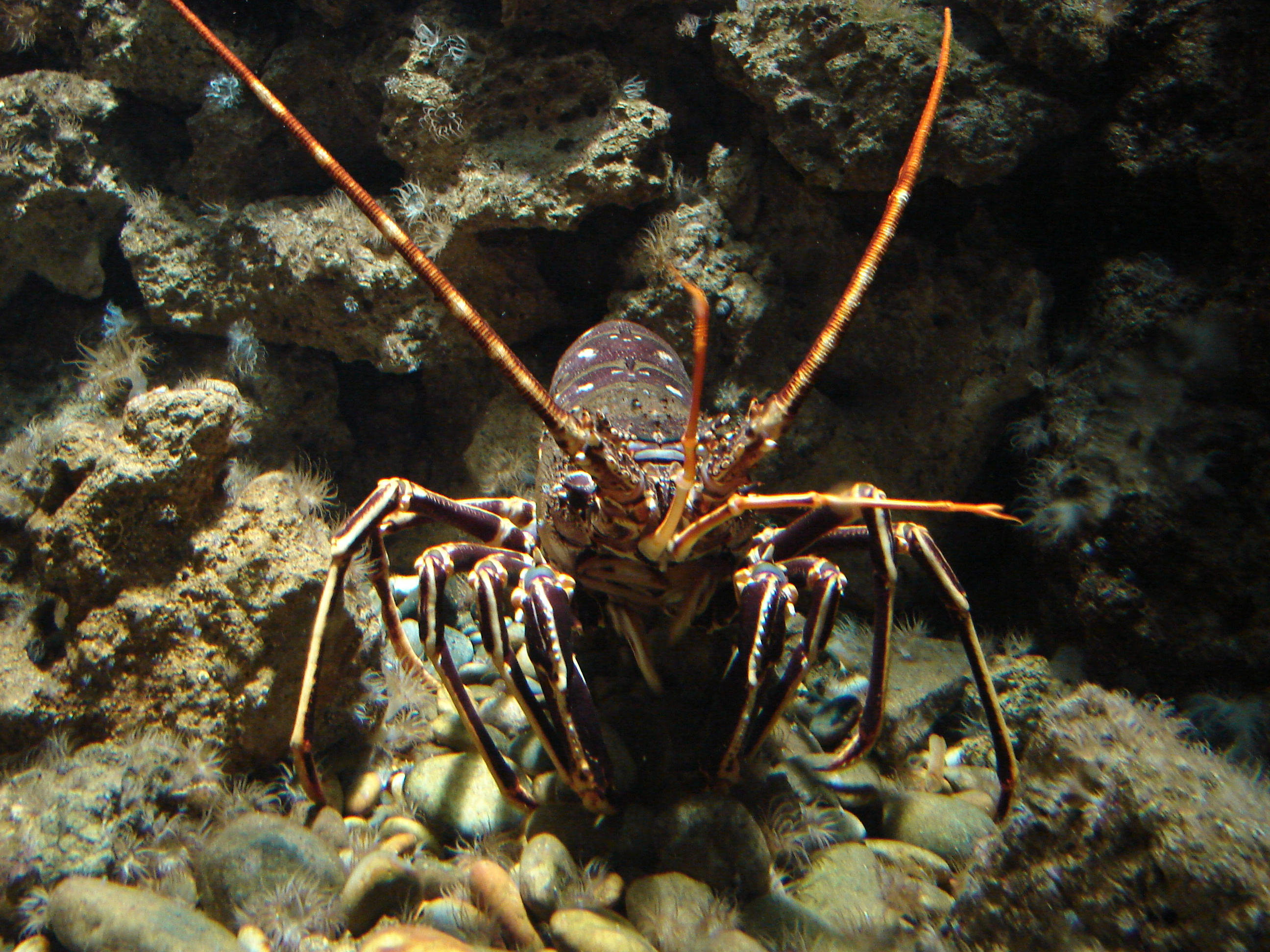
Aquarium de Rhodes.

## Éthologie
Généralement grégaire, plutôt sédentaire et nocturne, la langouste n'effectue que de courts déplacements pour s'alimenter ou se reproduire.
Outre le camouflage, grâce à son homochromie et son immobilité, elle est protégée par sa carapace.
Au cours des mues, la carapace devenant temporairement plus souple, la langouste devient une proie recherchée par les prédateurs tels que le congre ou la murène. Elle peut se défendre en effectuant de brusques sauts en arrière, grâce à des contractions de son abdomen.

## Risque d'allergie
Comme le crabe, la crevette, l’écrevisse, et le homard, sa chair renferme un allergène majeur d'une masse moléculaire de 36 g.mol-1, d'où des risques d'allergie alimentaire observées chez les consommateurs allergiques,.

## Pêche
Camaret-sur-Mer dans le Finistère en Bretagne a été pendant l'entre-deux-guerres et les décennies 1950 et 1960 le premier port français (et même certaines années le premier port européen) de pêche à la langouste, devant Audierne et Douarnenez.

## Protection
La langouste, très appréciée du fait de la qualité de sa chair, fait l’objet d'une pêche très importante. En France, la pêche intensive depuis plusieurs décennies — environ 350 tonnes par an — est une des principales causes de raréfaction. En Corse, la pêche a été interdite d'octobre à mars et plusieurs réserves ont été créées.
L'espèce est protégée par des textes internationaux :
- Convention relative à la conservation de la vie sauvage et du milieu naturel de l'Europe (Convention de Berne) : Annexe III ;

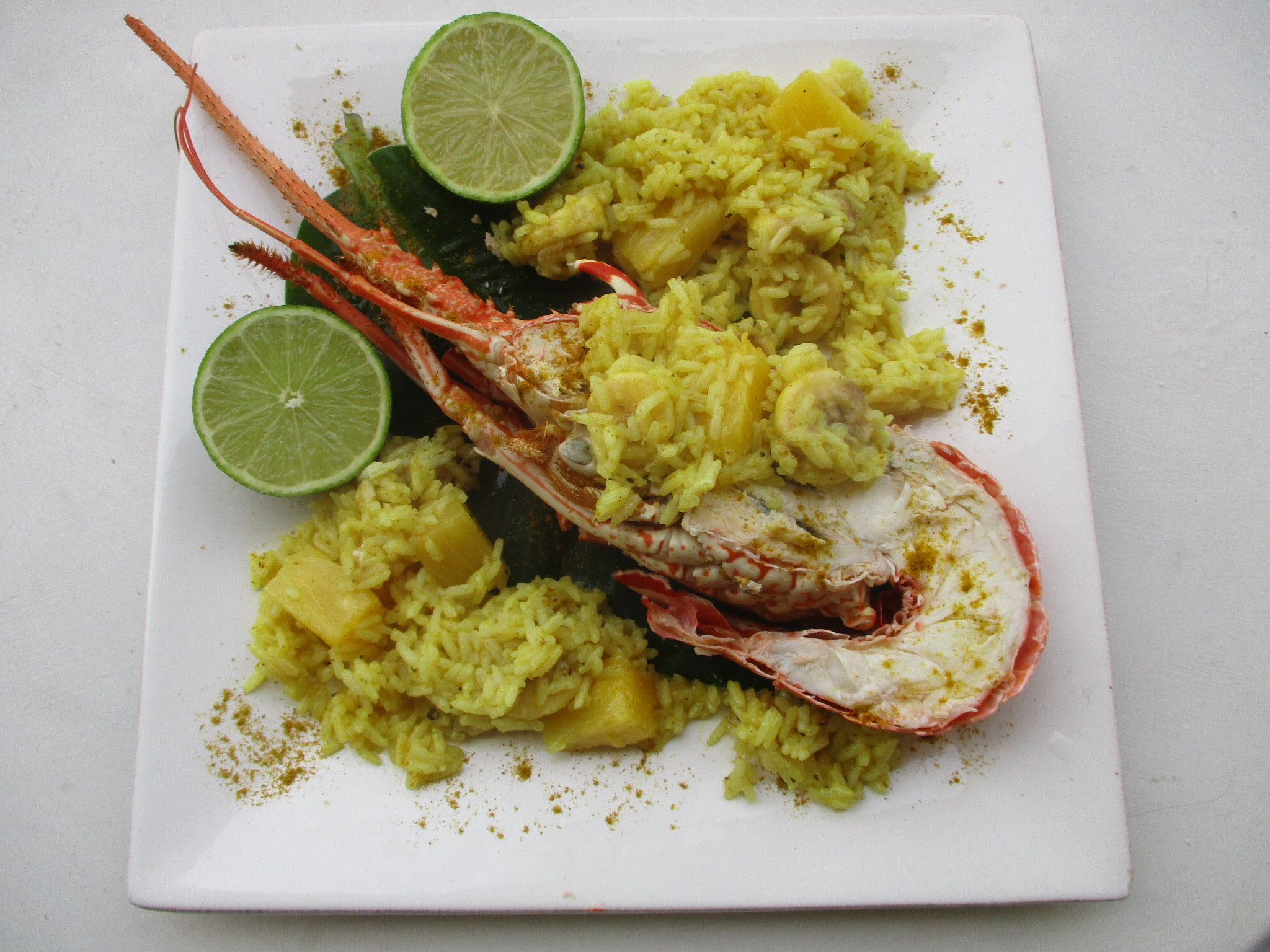
Langouste à l’antillaise.

- Protocole relatif aux aires spécialement protégées et à la diversité biologique en Méditerranée (Convention de Barcelone) : Annexes II (liste des espèces en danger ou menacées) et III (liste des espèces dont l'exploitation est réglementée).

## Consommation
La queue de langouste est particulièrement appréciée pour sa chair savoureuse, en tant que fruit de mer, spécialité de la mer, et en plateau de fruits de mer...